# Jan Chalupa
Jan Chalupa (5. května 1919 Brno – 16. října 1940 nemocnice v Ely) byl český stíhací pilot, příslušník 310. československé stíhací perutě RAF.

## Život

### Před druhou světovou válkou
Jan Chalupa se narodil 5. května 1919 v Brně v rodině obuvníka Jana Chalupy a Marie, rozené Syrové. V rodném městě vystudoval III. reálné gymnázium. Byl členem Sokola a Skauta, hrál fotbal. Pilotní výcvik získal v rámci akce 1000 nových pilotů republice v brněnském aeroklubu. Zajímavostí je, že pilotní zkoušku složil ve stejný den, jako zkoušku maturitní.

### Druhá světová válka
Po německé okupaci opustil Jan Chalupa v polovině července 1939 ilegálně Protektorát Čechy a Morava a přes Polsko se dostal do Francie. Zde byl 2. října téhož roku v Paříži prezentován u zde vznikající jednotky československé armády v zahraničí. V polovině října byl zařazen do francouzského letectva a do výcviku na jeho leteckou techniku. Do pádu Francie v červnu 1940 jej nestihl dokončit a z Bordeaux se spěšně evakuoval do Spojeného království. Zde byl přijat do Royal Air Force a zařazen do výcviku na stroje Hawker Hurricane u výcvikové jednotky 6 OTU v Sutton Bridge. K 15. říjnu 1940 byl přeřazen k 310. československé stíhací peruti. Již následující den vzlétl ke cvičnému letu na stroji Hawker Hurricane Mk. IP 3143 NN-D, během kterého mu začal hořet motor a po výskoku z letadla nedošlo k otevření padáku. Zřítil se nedaleko nádraží ve městě Ely a krátce po převozu do místní nemocnice zemřel. Byl v té době nejmladším pilotem 310. perutě. Nejprve byl pohřben na hřbitově v Roystonu, později byly jeho ostatky přeneseny na hřbitov v Brookwoodu.

## Posmrtná ocenění

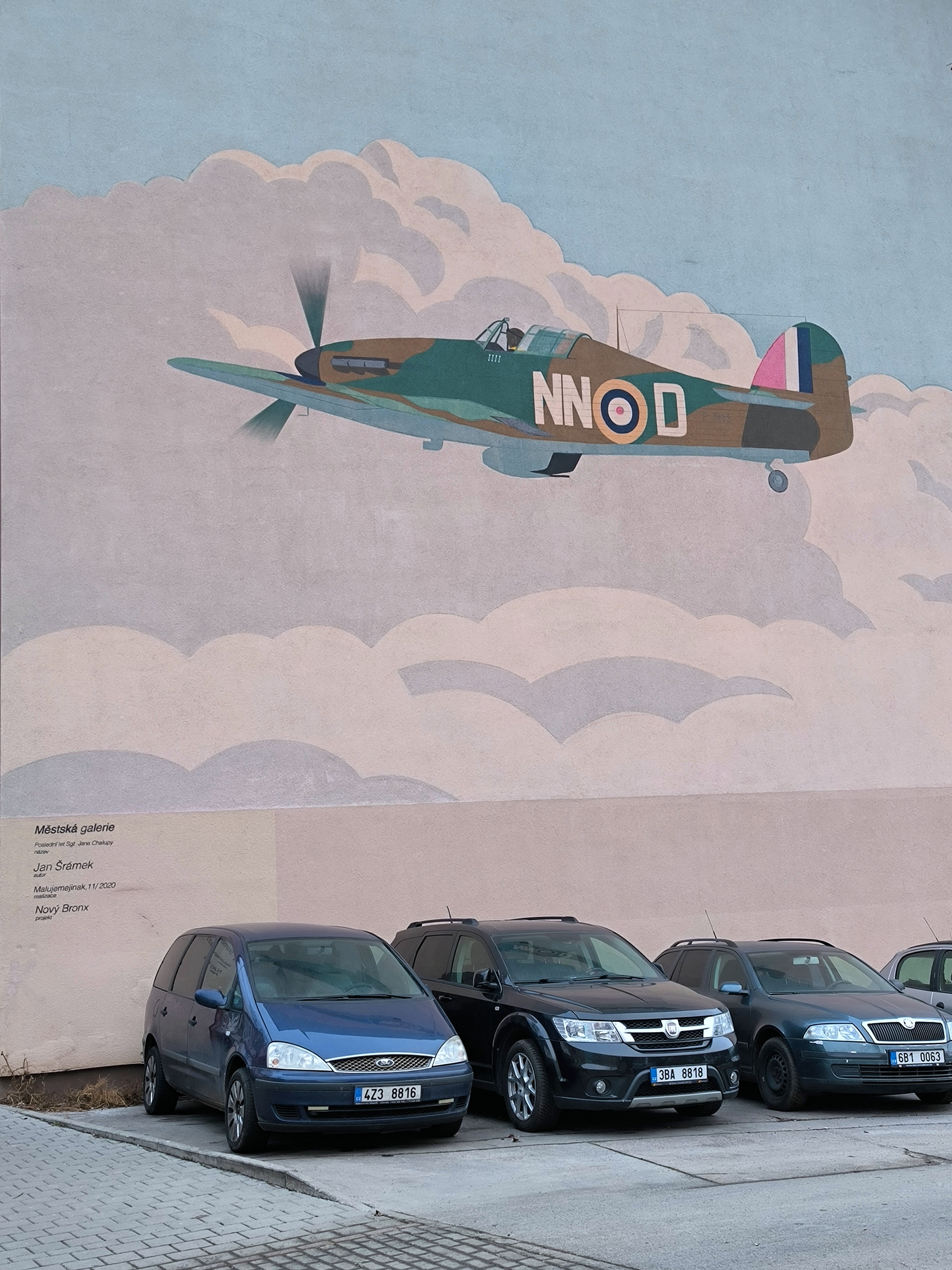
Nástěnná malba Poslední let Sgt. Jana Chalupy, Brno, Jan Šrámek, 2020

- Janu Chalupovi byl in memoriam udělen prezidentem republiky Československý válečný kříž 1939
- Janu Chalupovi byl v roce 1991 in memoriam povýšen do hodnosti plukovníka
- Janu Chalupovi byl u domu v ulici Veveří 14 v Brně, kde žil, umístěn Kámen zmizelých[2]